# Старо-Керменчицька волость
Старо-Керменчицька волость — історична адміністративно-територіальна одиниця Маріупольського повіту Катеринославської губернії із центром у колонії Старий Керменчик.
Станом на 1886 рік складалася з 2 поселень, 2 сільських громад. Населення — 3795 осіб (1926 чоловічої статі та 1869 — жіночої), 674 дворових господарства.
|                     | Площа, десятин | У тому числі орної, десятин |
| ------------------- | -------------- | --------------------------- |
| Сільських громад    | 32330          | 10358                       |
| Приватної власності | —              | —                           |
| Казенної власності  | 1080           | 350                         |
| Іншої власності     | —              | —                           |
| Загалом             | 33410          | 10708                       |

Поселення волості:
- Старий Керменчик — грецька колонія при річці Яли за 90 верст від повітового міста, 2277 осіб, 414 дворів, православна церква, школа, 13 лавок й 2 рейнських погріба, 2 ярмарки на рік й базари по неділях.
- Нова Каракуба — грецька колонія при річці Сухі Яли, 1518 осіб, 260 дворів, православна церква, молитовний будинок, школа, 5 лавок й 2 винних погріба.

За даними на 1908 рік у волості налічувалось єдине поселення (Нова Каракуба було виділене в окрему Ново-Каракубська волость), загальне населення — 4080 осіб (2050 чоловічої статі та 2030 — жіночої), 465 дворових господарств.